# Cheiramiona amarifontis
Cheiramiona amarifontis là một loài nhện trong họ Miturgidae.
Loài này thuộc chi Cheiramiona. Cheiramiona amarifontis được miêu tả năm 2003 bởi Lotz.